# Veysonnaz
Veysonnaz is een wintersportplaats in Zwitserland. Het ligt in het kanton Wallis. Veysonnaz ligt op de berghelling van het Rhônedal, vanuit het dal naar het zuiden, meer dan 700 m hoger dan Sion. Van het Rhônedal is het te bereiken. Het ligt in het skigebied Les 4 Vallées, waar aan de andere kant van het gebied ook Verbier in ligt.
Veysonnaz telt 595 inwoners. Er komen ieder jaar ongeveer 3000 à 4000 mensen om te skiën en voor de bergen. Er zijn 2 afdalingen naar het dorp, via de Mayens de Veysonnaz en een tweede via Piste de l'Ours. Er zijn heel wat hotels gericht op het skitoerisme, ook langsheen de pistes.